# Duplikatsystem
Duplikatsystem är en form för avledning av avloppsvatten. Det är ett separerat system där spillvatten och dagvatten avleds i olika rörledningar.